# Burni Arul Belem
Burni Arul Belem är ett berg i Indonesien.   Det ligger i provinsen Aceh, i den västra delen av landet, 1 600 km nordväst om huvudstaden Jakarta. Toppen på Burni Arul Belem är 1 480 meter över havet, eller 83 meter över den omgivande terrängen. Bredden vid basen är 0,83 km.
Terrängen runt Burni Arul Belem är varierad. Runt Burni Arul Belem är det mycket glesbefolkat, med 3 invånare per kvadratkilometer. I omgivningarna runt Burni Arul Belem växer i huvudsak städsegrön lövskog.